# Sunderland (Kumbria)
Sunderland – osada w Anglii, w Kumbrii. W 1931 wieś liczyła 60 mieszkańców.